# ДП-64
ДП-64 «Непрядва» — радянський ручний двоствольний протидиверсійний гранатомет. Розроблений НВО «Базальт» для захисту морських об'єктів (гідротехнічних споруд, морських платформ, кораблів на зовнішніх рейдах та відкритих якірних стоянках) від нападів бойових плавців.

## Історія
У 1981 році ЦКІБ СОО розпочало розробку після отримання завдання на проведення науково-дослідних робіт. Створення до весни 1983 макетних зразків гранатометів двох калібрів: 45 мм для стрільби на дальність до 400 метрів і 50 мм для стрільби на дальність до 1500 метрів. У червні 1983 року було проведено випробування у Севастополі. Державні випробування обраного варіанта гранатомета (45 мм.) було розпочато у жовтні 1988 року. 4 березня 1990 гранатомет «Непрядва» був прийнятий на озброєння ВМФ. Вперше було продемонстровано потенційним покупцям на міжнародній виставці озброєнь у 1993 році.

## Конструкція
Перезаряджання здійснюється вручну. Запобіжник механічний, розташований перед спусковою скобою; приціл відкритий секційний з кроком шкали 50 метрів. Номенклатура боєприпасів включає два типи пострілів: світловий СГ-45 та фугасний ФГ-45. Вага гранатомета – 10 кг. Радіус зони ураження акустичною хвилею гранати ФГ-45 під водою 14 м. Регульована глибина спрацьовування гранати від 0 до 40 м. У СГ-45 використовується механічний підривник контактного типу, який спрацьовує від удару поверхню води. Піротехнічний смолоскип із СГ-45 горить на поверхні води навіть в умовах шторму. Приціл гранатомета дозволяє вести вогонь як із закритих позицій з навісною траєкторією, так і прямим наведенням.

## Тактика
Гранатомет ДП-64 у разі атаки з боку моря заряджається в один із стволів сигнальною гранатою СГ-45, яка використовується для позначення місця атаки на водній поверхні. Граната спливає і горить червоним смолоскипом, по якому ведеться вогонь фугасними боєприпасами ФГ-45 з іншого ствола. Смолоскип сигнальної гранати горить протягом 50 секунд. Періодично ціль позначається додатковими пусками сигнальних гранат.

## Оператори
Колишні
- СРСР

Поточні
- Росія
- В'єтнам